# Plebejus (boglárka)
A Plebejus (Plebeius)  a lepkék (Lepidoptera) rendjébe sorolt boglárkalepkék (Lycaenidae) családjában a Polyommatini nemzetség egyik neme.
Fajait régebben csaknem tucatnyi nembe sorolták; az összevonás után ezek az ilyeténképpen felduzzasztott Plebejus alnemei lettek; sőt, némelyik alnemen belül még fajsorokat is elkülönítenek.

## Rendszertani felosztása
- Plebeius (Agriades) alnem mintegy 18 fajjal;
- Plebeius (Albulina) alnem hat fajsorral:
  - albulina fajsor
  - farsia fajsor
  - pamiria fajsor
  - patricius fajsor
  - plebejidea fajsor
  - vaciniina fajsor
    - áfonyaboglárka (Plebeius optilete, Albulina optilete, Vaciniina optilete) Knoch, 1781

  - fajsoron kívül 3 faj
- Plebeius (Alpherakya) alnem 4 fajjal;
- Plebeius (Aricia) alnem 4 fajjal;
- Plebeius (Eumedonia) alnem 8 fajjal;
- Plebeius (Icaricia) alnem 4 fajjal;
- Plebeius (Lycaeides) alnem mintegy harminc fajjal:
  -     - északi boglárka (Plebeius idas L., 1758)
- Plebeius (Plebejides) alnem mintegy tucatnyi fajjal:
  -     - fóti boglárkalepke (Plebeius sephirus) Frivaldszky, 1835
- Plebeius (Plebejus) alnem mintegy tucatnyi fajjal:
  -     - ezüstös boglárka (Plebeius argus) L., 1758
    - csillogó boglárka (Plebeius argyrognomon) Bergsträsser, 1779)
- Plebeius (Plebulina) alnem egy fajjal:
  -     - Plebeius emigdionis (Plebulina emigdionis)
- Plebeius (Pseudoaricia) alnem 6 fajjal;
- Plebeius (Ultraaricia) alnem 5 fajjal;
- Plebeius (Umpria) alnem egyetlen fajjal:
  -     - Plebeius chinensis (Umpria chinensis)